# Інститут геотехнічної механіки імені М. С. Полякова НАН України
Інститут геотехнічної механіки НАН України ім. М. С. Полякова заснований 1967 року у Дніпропетровську. Досліджує фундаментальні проблеми гірничої науки і практики, зокрема розробки родовищ корисних копалин на великих глибинах. Відповідає за координацію, направленість та рівень наукових розробок у цій галузі в Україні, а також за їх практичне використання.
Знаходиться у Дніпрі, за адресою: вулиця Сімферопольська, 2а. Директор — академік Анатолій Булат.

## Напрямки діяльності
Основні напрямки діяльності:
- геомеханіка та геотехніка освоєння та збереження надр, зокрема вивчення процесів, що відбуваються у гірському масиві на великій глибині,
- пошук методів і способів керування процесами у гірському масиві,
- створення комплексів машин для видобування і збагачення корисних копалин.

Крім того, діяльність інституту направлена на:
- розв'язання проблем геологічного, геомеханічного та екологічного моніторингу освоєння та збереження надр шляхом визначення властивостей вкрай напружених гірських порід та масивів, закономірностей їх деформування та руйнування і розробки методів та засобів ефективного прогнозування та керування цими процесами;
- проблеми підвищення ефективності, надійності та безпеки засобів, машин і технологій ведення гірничих робіт, транспортування та перероблення корисних копалин.

Інститут має 11 наукових відділів, де працює близько 300 чол., у тому числі понад 100 — вищої кваліфікації (на 1999 р. — 23 д.т. н., 84 к.т. н., 2 академіки НАН України і 2 член-кореспонденти НАН України). Інститут має спеціалізовану наукову раду по захисту докторських та кандидатських дисертацій за 4 спеціальностями.
Постановою Президії НАН України № 320 від 23.10.2002 інституту присвоєно ім'я видатного українського вченого в галузі гірничої механіки, академіка, колишнього директора Інституту геотехнічної механіки М. С. Полякова.

## Науковці
- Абрамов Федір Олексійович — завідувач відділу рудникової аерогазотермодинаміки (1968—1982).
- Друкований Михайло Федорович — завідувач відділу механіки вибуху (1962—1974).
- Єфремов Ернест Іванович — завідувач відділу механіки вибуху гірських порід (1974—2010), заступник директора з наукової роботи (1975—1992).
- Забігайло Володимир Юхимович — завідувач відділу речовинного складу і фізико-механічних властивостей гірських порід (1970—1984), завідувач відділу геології вугільних родовищ великих глибин (1984—1986).
- Зберовський Василь Владиславович — старший науковий співробітник відділу проблем технологій підземної розробки вугільних родовищ.
- Зорін Андрій Микитович — завідувач відділу керування динамічними проявами гірничого тиску (1975—2002).
- Комір Віталій Михайлович — науковий співробітник (1963—1973).
- Кухта Костянтин Якович — заступник директора з наукової роботи (1967—1970), завідувач відділу динаміки та стійкості руху (1970—1974).
- Новожилов Михайло Галактіонович — завідувач відділу безперервних процесів гірничих робіт (1962—1966).
- Прісняков Володимир Федорович — завідувач відділу високотемпературної теплотехніки (1983—2009).

### Директори
- 1967—1975 — академік Поляков Микола Сергійович
- 1975—1992 — академік Потураєв Валентин Микитович
- з 1992 — академік Булат Анатолій Федорович

## Галерея

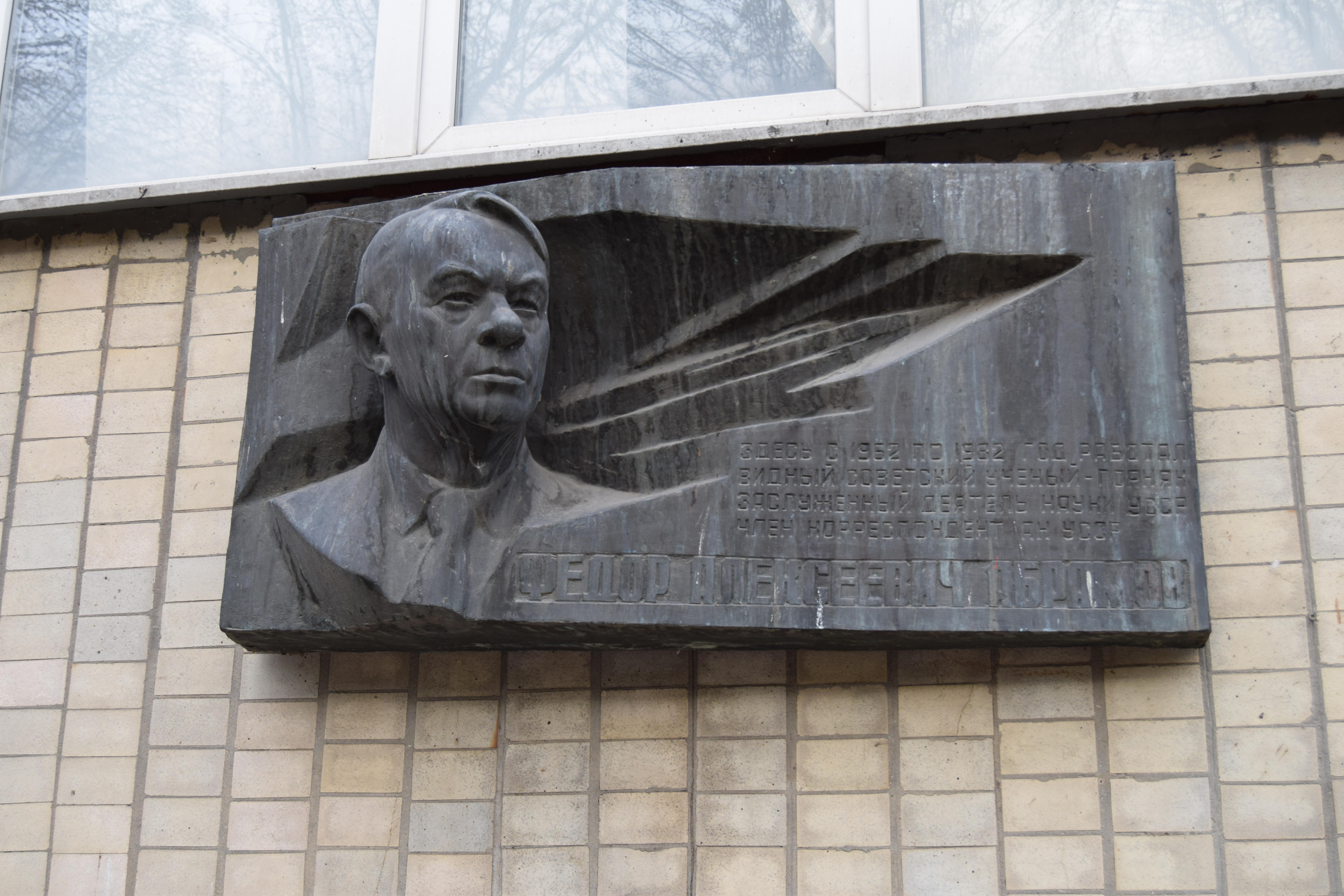
Будівля інституту геотехнічної механіки. Пам'ятний знак академіку АН УРСР Абрамову Ф. А.
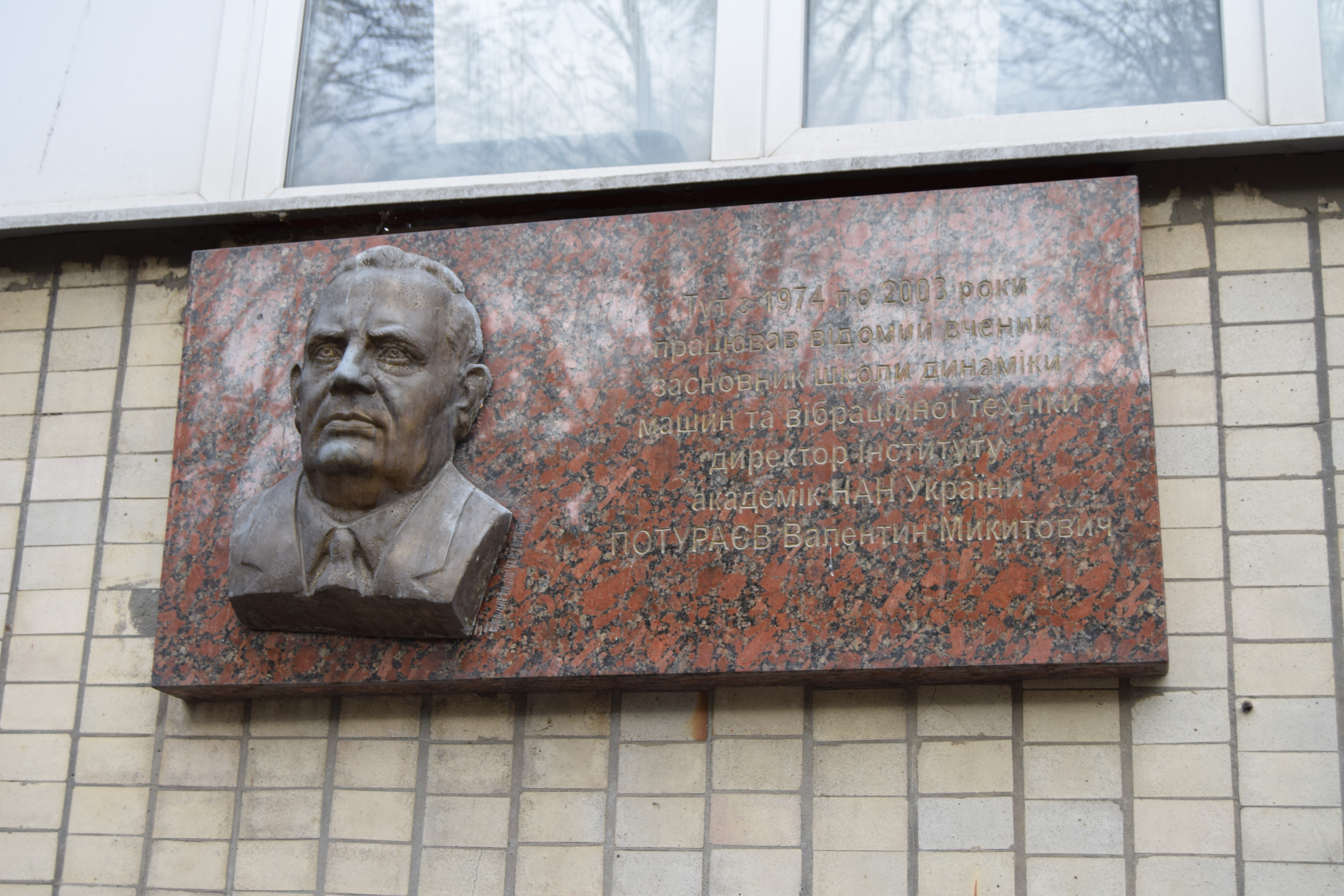
Пам'ятний знак академіку АН УРСР Потураєву В. М.
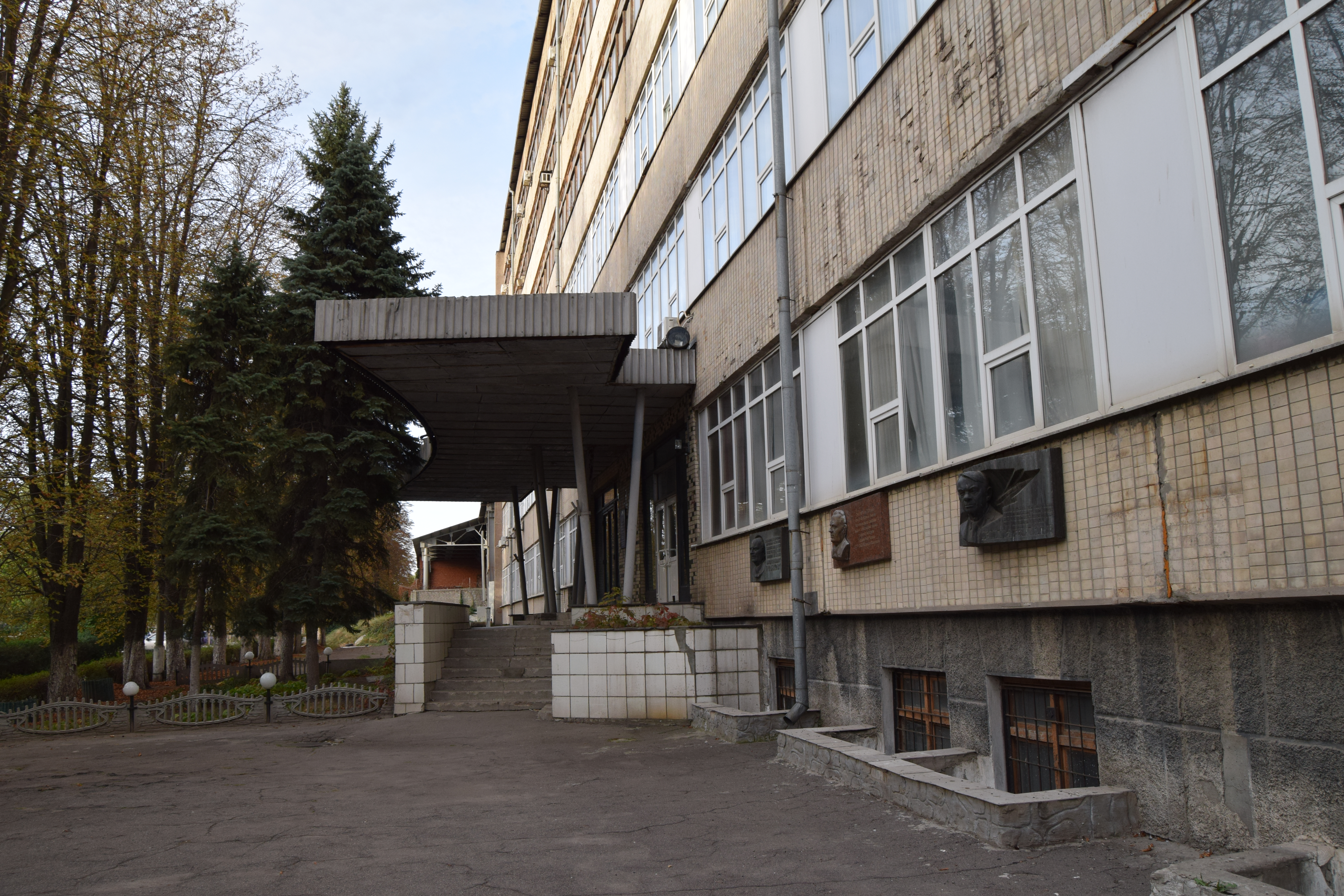
Будівля інституту геотехнічної механіки
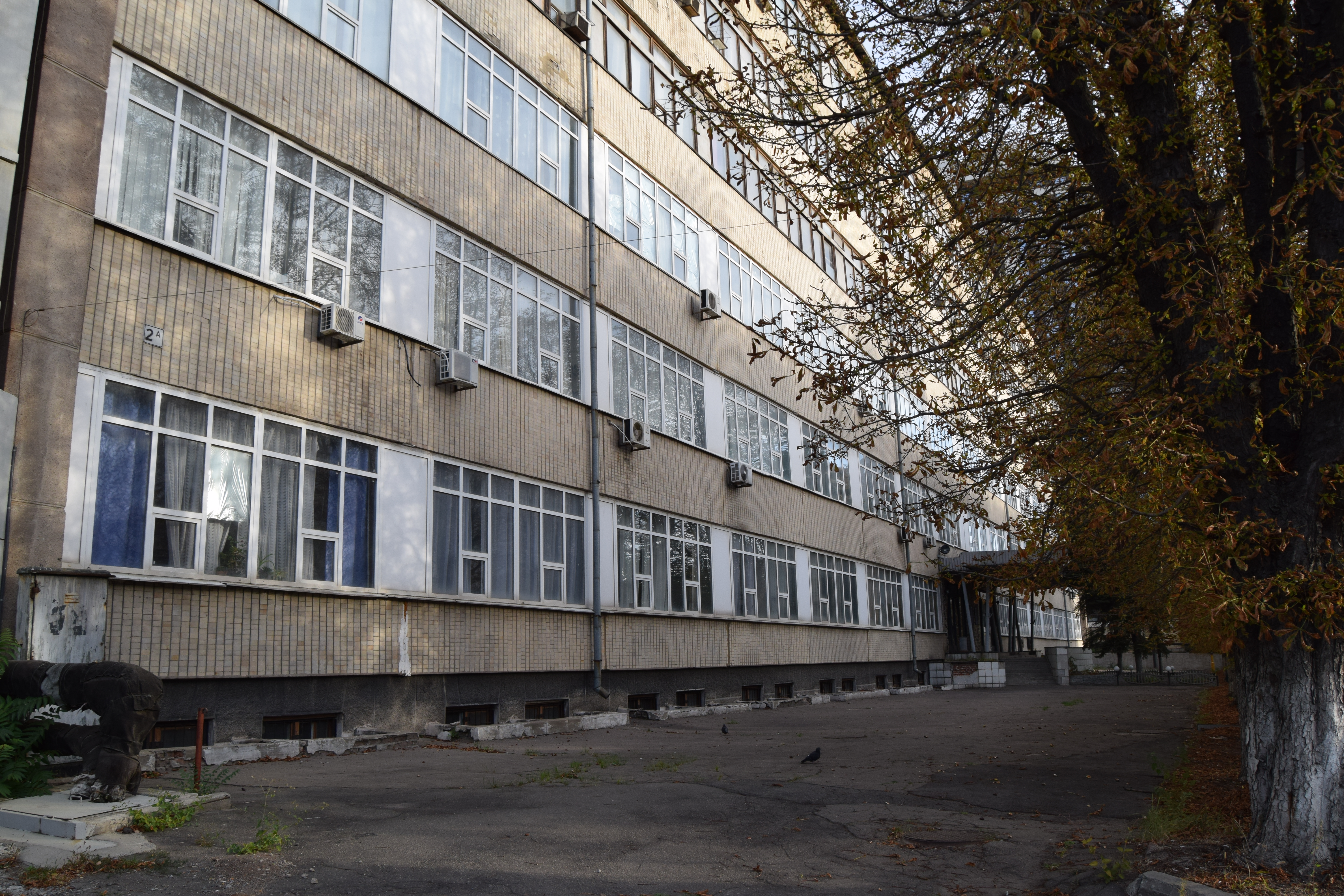
Будівля інституту геотехнічної механіки